# Kopyłów (przystanek kolejowy)
Kopyłów – dawny przystanek osobowy kolejki wąskotorowej w Kopyłowie, w gminie Horodło, w powiecie hrubieszowskim, w województwie lubelskim.